# Pao-ťi
Pao-ťi (čínsky pchin-jinem Bǎojī, znaky 宝鸡) je městská prefektura v Čínské lidové republice, kde patří k provincii Šen-si. Rozloha celé prefektury je 18 109 čtverečních kilometrů, v roce 2010 zde žilo přes 3,7 milionu obyvatel, z toho zhruba 800 000 v samotném městě. V roce 2020 měla prefektura Pao-ťi 3,3 milionu obyvatel.

## Poloha
Pao-ťi leží na řece Wej-che krátce za místem, kde řeka z úzkého horského údolí přechází do širokého rovinatého. Město se nachází na severní straně pohoří Čchin-ling a má strategicky významnou polohu, neboť nedaleko něj končí průsmyk přes Čchin-ling, který vede na jih do povodí Chan-ťiangu. V rámci provincie sousedí prefektura Pao-ťi na východě se Si-anem (města jsou vzdálena asi 150 kilometrů) a Sien-jangem a na jihu s Chan-čungem. Severní a západní hranici sdílí Pao-ťi se sousední provincií Kan-su.

## Administrativní členění
Městská prefektura Pao-ťi se člení na dvanáctt celků okresní úrovně, a sice čtyři městské obvody a osm okresů.
| Wej-pin Ťin-tchaj Čchen-cchang Feng-siang okres · Čchi-šan okres · Fu-feng okres · Mej okres · Lung okres · Čchien-jang okres · Lin-jou okres · Feng okres · Taibai |        |                       |                    |                                  |
| Název | Název  | Počet obyvatel (2020) | Rozloha km² (2020) | Hustota zalidnění (obyv. na km²) |
| český přepis | znaky  | Počet obyvatel (2020) | Rozloha km² (2020) | Hustota zalidnění (obyv. na km²) |
| Městské obvody |        |                       |                    |                                  |
| Wej-pin | 渭滨区 | 535 833               | 843                | 636                              |
| Ťin-tchaj | 金台区 | 460 950               | 311                | 1 484                            |
| Čchen-cchang | 陈仓区 | 479 179               | 2 469              | 194                              |
| Feng-siang | 凤翔区 | 386 156               | 1 232              | 314                              |
| Okresy |        |                       |                    |                                  |
| Čchi-šan | 岐山县 | 365 209               | 856                | 427                              |
| Fu-feng | 扶风县 | 313 231               | 704                | 445                              |
| Mej | 眉县   | 281 211               | 860                | 327                              |
| Lung | 陇县   | 208 482               | 2 278              | 92                               |
| Čchien-jang | 千阳县 | 99 510                | 997                | 100                              |
| Lin-jou | 麟游县 | 73 297                | 1 708              | 43                               |
| Čen-pching | 镇坪县 | 47 356                | 1 502              | 32                               |
| Feng | 凤县   | 79 165                | 3 137              | 25                               |
| |        |                       |                    |                                  |
| Celkem | Celkem | 3 321 853             | 18 109             | 183                              |